# Einar Svensson (präst)
John Einar Svensson, född 5 maj 1903 i Högsrums församling i Kalmar län, död 18 december 1984 i samma församling, var en svensk präst.
Einar Svensson var son till lantbrukaren Johan Walfrid Svensson och Anna Elise Andersson. Efter studentexamen i Kalmar 1922 läste han teologi i Lund och blev teologie kandidat där 1925. Samma år prästvigdes han för Växjö stift.
Han var pastorsadjunkt i Bankeryd-Järstorp 1926 och blev komminister i Högsrums församling samma år, kyrkoherde i Glömminge församling från 1939 och kontraktsprost i Ölands medelkontrakt från 1943 till 1961.
Han var fullmäktig i Svenska prästförbundet från 1954, ordförande i Växjö stiftskrets av Prästförbundet från 1956, ledamot av Växjö stiftsting från 1961, ledamot av kyrkomötet 1953, 1957, 1958 och 1963. Han var tilldelades Vasaorden (LVO), hade Finska minnesmedaljen Pro benignitate humana (FM-pbh), Svenska Röda Korsets silvermedalj (SRKSM) och Förbundet för hembygdsvårds silvermedalj.
Einar Svensson gifte sig 1938 med Ingrid Svensson (1910–1976), dotter till kontraktsprosten Oscar Svensson och Selma Strömblad. De fick barnen Gunvor 1939, Hans-Einar 1941, Margareta 1942 och Inger Svensson 1945.